# Juan Francia
Juan Francia (Argentina; 20 de marzo de 1897-2 de octubre de 1962) fue un futbolista argentino; jugaba como delantero e integró la Selección Argentina.

## Carrera

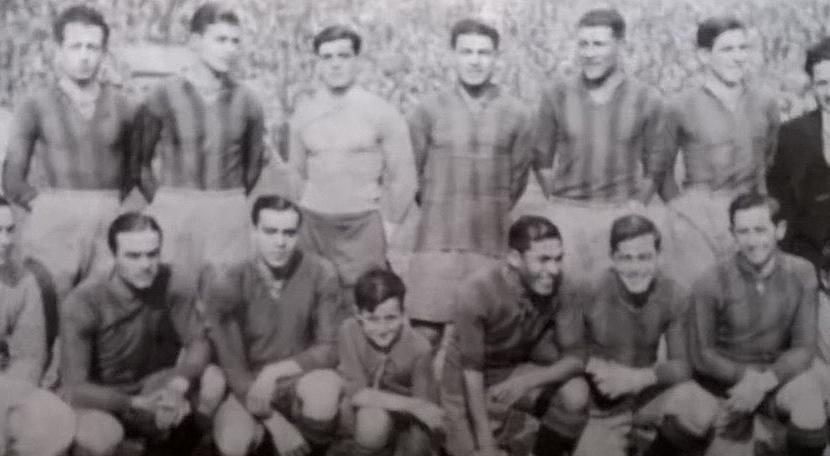
Rosario Central en 1930. Parados: Arturo Podestá, Francisco de Cicco, Luis Bray, Juan González, Teófilo Juárez, Ernesto Cordones; hincados: Pascual Salvia, Luis Indaco, Ramón Luna, Gerardo Rivas, Juan Francia.

Se dempeñaba como puntero izquierdo; debido a su físico y gran agilidad recibió con el tiempo el sobrenombre de Monito.
Sus inicios en el fútbol de primera lo encontró a temprana edad vistiendo la casaca de Gimnasia de Rosario, en 1915. Al año siguiente pasó al recientemente fundado Rosario Puerto Belgrano, jugando en la Copa Santiago Pinasco, segunda división de la Liga Rosarina de Football.
En 1917 se produjo su incorporación a Tiro Federal; sus buenas actuaciones atrajeron el interés de Newell's Old Boys. En el cuadro del Parque obtuvo la Copa Nicasio Vila 1918. 
Comenzó el año 1920 nuevamente en Tiro Federal, pero al promediar el torneo se produjo un nuevo cisma en la organización del fútbol rosarino; Rosario Central, uno de los clubes escindidos de la Liga, se hizo de los servicios del delantero. Francia obtuvo un título a nivel nacional con el equipo de Arroyito: la Copa de Competencia de la Asociación Amateurs. Además se coronó en las dos ediciones de la liga de la Asociación Amateurs Rosarina de Football (1920 y 1921). Con el retorno del canalla a la Liga Rosarina, obtuvo la Copa Estímulo 1922 y la Copa Nicasio Vila 1923. 
Retornó a Newell's en 1925, ganando la Copa Estímulo de ese año. Logró también la Copa Nicasio Vila 1929, aunque para ese tiempo había decrecido su participación.
Logró resurgir en su juego al reincorporarse a Rosario Central en 1930, sumando ese año un nuevo lauro en la Copa Vila. Inició la etapa profesional del fútbol argentino en el canalla, aunque cerró su carrera en ese mismo 1931 en Provincial. En Rosario Central jugó 61 partidos y convirtió 33 goles.

## Clubes
| Club                          | País      | Año       |
| ----------------------------- | --------- | --------- |
| Gimnasia y Esgrima (Rosario)  | Argentina | 1915      |
| Rosario Puerto Belgrano       | Argentina | 1916      |
| Tiro Federal                  | Argentina | 1917      |
| Newell's Old Boys             | Argentina | 1918-1919 |
| Tiro Federal                  | Argentina | 1920      |
| Rosario Central               | Argentina | 1920-1923 |
| Gimnasia y Esgrima (Santa Fe) | Argentina | 1924      |
| Newell's Old Boys             | Argentina | 1925-1929 |
| Rosario Central               | Argentina | 1930-1931 |
| Provincial                    | Argentina | 1931      |

## Selección nacional

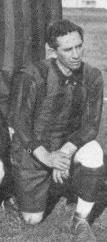
Aquí, vistiendo la casaca de la Selección Rosarina.

En sus primeras dos intervenciones con la casaca albiceleste enfrentó a Uruguay; en 1918 lo hizo por la Copa Honor Argentino (0-0) y en 1919 por la Copa Honor Uruguayo (1-4).
Su más destacada actuación se dio en el Campeonato Sudamericano 1922, disputada en Brasil. Allí se consagró como goleador del torneo, al convertir 4 goles, dos ante Chile y otros dos ante Paraguay. El segundo ante el combinado guaraní fue en una situación atípica: tras la sanción de un penal en favor de Argentina, los futbolistas paraguayos, excepto el arquero Modesto Denis, se retiraron del campo de juego en disconformidad con la decisión arbitral; el penal fue ejecutado y convertido por el Monito, dejándose transcurrir los minutos de partido que restaban jugarse.
En ese mismo 1922 jugó otros dos encuentros. El primero de ellos ante Brasil por la Copa Roca, en la que se lució con una gran actuación y marcó un gol, aunque su equipo cayó 1-2. El restante fue por la Copa Newton ante Uruguay, donde también convirtió un gol en el empate en dos tantos.
Totalizó 8 encuentros y 6 goles anotados en la Selección Argentina.
Integró en numerosas ocasiones el seleccionado de la Liga Rosarina de Football, disputandos torneos tales como la Copa Asociación Argentina, Copa "Mariano Reyna" y Copa "Rosario Miguel Culaciati".

### Participaciones en la Copa América
| Copa                         | Sede   | Resultado  | PJ | Goles |
| ---------------------------- | ------ | ---------- | -- | ----- |
| Campeonato Sudamericano 1922 | Brasil | 4.° puesto | 4  | 4     |

### Participaciones en la Selección
| Instancia                    | Estadio                         | Fecha      | Rival    | Resultado | Goles |
| ---------------------------- | ------------------------------- | ---------- | -------- | --------- | ----- |
| Copa Honor Argentino         | Gimnasia, Buenos Aires          | 15-08-1918 | Uruguay  | 0-0       | 0     |
| Copa Honor Uruguayo          | Parque Pereira, Montevideo      | 18-07-1919 | Uruguay  | 1-4       | 0     |
| Campeonato Sudamericano 1922 | das Laranjeiras, Río de Janeiro | 28-09-1922 | Chile    | 4-0       | 2     |
| Campeonato Sudamericano 1922 | das Laranjeiras, Río de Janeiro | 08-10-1922 | Uruguay  | 0-1       | 0     |
| Campeonato Sudamericano 1922 | das Laranjeiras, Río de Janeiro | 15-10-1922 | Brasil   | 0-2       | 0     |
| Campeonato Sudamericano 1922 | das Laranjeiras, Río de Janeiro | 18-10-1922 | Paraguay | 2-0       | 2     |
| Copa Roca                    | Palestra Itália, São Paulo      | 22-10-1922 | Brasil   | 1-2       | 1     |
| Copa Newton                  | Sp. Barracas, Buenos Aires      | 17-12-1922 | Uruguay  | 2-2       | 1     |

## Palmarés

### Títulos internacionales
| Selección | Título               | Año  |
| --------- | -------------------- | ---- |
| Argentina | Copa Honor Argentino | 1918 |

### Títulos nacionales
| Equipo          | País      | Título              | Año  |
| --------------- | --------- | ------------------- | ---- |
| Rosario Central | Argentina | Copa de Competencia | 1920 |

### Títulos regionales
| Equipo            | País      | Título                                   | Año  |
| ----------------- | --------- | ---------------------------------------- | ---- |
| Newell's Old Boys | Argentina | Copa Nicasio Vila                        | 1918 |
| Rosario Central   | Argentina | Asociación Amateurs Rosarina de Football | 1920 |
| Rosario Central   | Argentina | Asociación Amateurs Rosarina de Football | 1921 |
| Rosario Central   | Argentina | Copa Estímulo                            | 1922 |
| Rosario Central   | Argentina | Copa Nicasio Vila                        | 1923 |
| Newell's Old Boys | Argentina | Copa Estímulo                            | 1925 |
| Newell's Old Boys | Argentina | Copa Nicasio Vila                        | 1929 |
| Rosario Central   | Argentina | Copa Nicasio Vila                        | 1930 |

### Distinciones individuales
| Título                           | Equipo              | País      | Año  |
| -------------------------------- | ------------------- | --------- | ---- |
| Goleador Campeonato Sudamericano | Selección Argentina | Argentina | 1922 |